# Terremoto del Mugello del 1919
Il terremoto del Mugello del 1919 è stato un evento sismico verificatosi nel 1919 sull'Appennino tosco-emiliano, precisamente nella valle del Mugello, con epicentro nei pressi di Vicchio (FI).

## Eventi sismici
Il sisma si verificò il 29 giugno 1919, alle ore 15:06, e fece registrare una magnitudo momento di 6.3 ed un'intensità pari al X della scala Mercalli. L'epicentro è stato localizzato nei pressi di Vicchio, circa 25 km a nord-est di Firenze, con propagazione sull'asse NO-SE lungo la valle del Mugello, sul versante opposto rispetto al terremoto dell'Appennino tosco-emiliano dell'anno precedente.

## Danni e vittime
La valle del Mugello, ricadente nella città metropolitana di Firenze, risultò interamente colpita, ma gli effetti si propagarono anche nella valle del Casentino e dell'alta Romagna, rispettivamente nelle province di Arezzo e Forlì-Cesena, dunque a cavallo tra la Toscana e l'Emilia-Romagna.

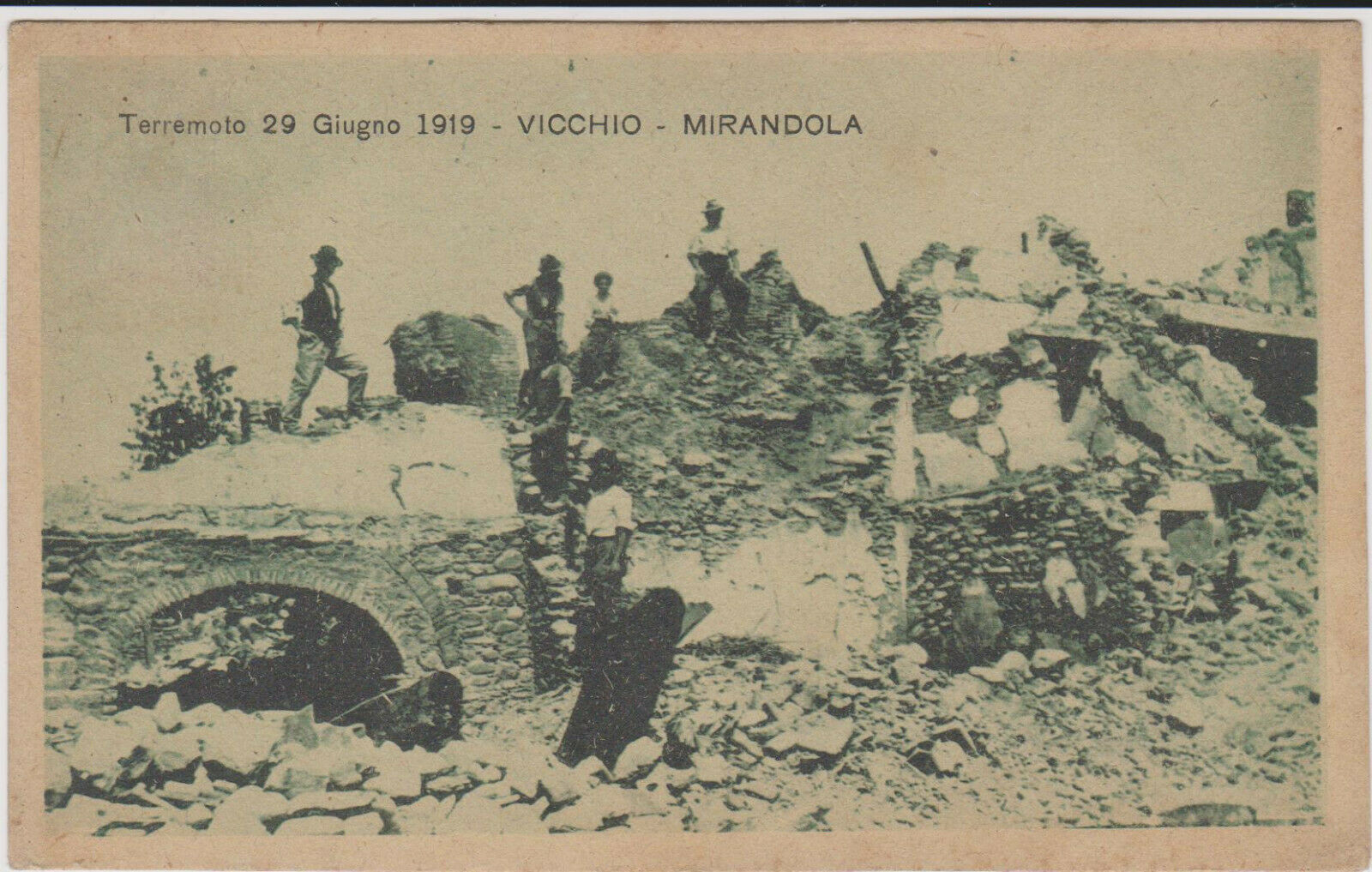
Danni a Mirandola (Vicchio).

Il centro maggiormente colpito fu proprio Vicchio dove si registrò il maggior numero di vittime; le frazioni di Mirandola, Rupecaninaa, Frascole e Casole, in particolare, subirono il crollo totale degli edifici ma anche nel capoluogo i crolli furono diffusi e colpirono anche la cinta muraria. Gravi danni si ebbero anche a Borgo San Lorenzo − dove oltre la maggior parte degli edifici fu dichiarato inagibile e si ebbe, in particolare, il crollo della Pieve −, a San Godenzo − dove si ebbero danni gravissimi e gran parte delle case furono dichiarate inagibili −, e a Dicomano − dove crollarono la Torre dell'Orologio, diverse case e gran parte delle altre furono gravemente lesionate. L'ospedale di Luco del Mugello fu evacuato. Si ebbero danni gravi anche a Firenzuola e nei vicini comuni dell'alta Romagna, già colpita dal terremoto nel novembre precedente e dove la popolazione viveva ancora in baracche di fortuna.
Altri comuni particolarmente colpiti furono Barberino del Mugello, Londa, Rufina, San Piero a Sieve e rispettive frazioni, dove si registrarono crolli estesi.
Gli effetti del sisma si sentirono anche a Firenze, dove si ebbero danni minori come cadute di fumaioli, stacco di intonachi ed alcune lesioni di muri; a Prato, dove crollarono alcuni muri ed alcuni edifici furono lesionati ed a Campi Bisenzio, dove fu danneggiata un'antica torre medievale che dovette essere poi abbattuta. L'area di risentimento fu molto vasta, comprendendo l'intero territorio circoscritto tra Venezia a nord, Jesi a est e Perugia a sud.
Nel complesso si registrarono un centinaio di morti, di cui 70 nella sola Vicchio.

## Conseguenze sociali
Il terremoto colpì un territorio in fortissima crisi economica, aggravata dalla crescente inflazione e dalla diffusa disoccupazione, ed acuì le tensioni crescenti tra l'imprenditoria locale e la classe operaia. Per calmierare la situazione, resa ancor più difficile da diversi atti di sciacallaggio attestati nell'area, il governo Nitti I inviò sul posto il sottosegretario Alberto La Pegna che favorì un accordo transitorio per la diffusione dei beni di prima necessità a prezzi particolarmente favorevoli.
Terminata l'emergenza, tuttavia, il problema della ricostruzione post-sisma, unito all'inadeguatezza dell'edilizia popolare, fece riesplodere la tensione che culminò in lunghi e numerosi scioperi. Contemporaneamente, la necessità di destinare ingenti somme ai territori terremotati del Mugello e dell'alta Romagna (fino al 1923 inglobata in Toscana) portò l'amministrazione provinciale fiorentina ad un passo dal dissesto finanziario e causò il licenziamento di oltre mille operai, aggravando ulteriormente la situazione.